# Protothyrium tricalysiae
Protothyrium tricalysiae är en svampart som beskrevs av Doidge 1948. Protothyrium tricalysiae ingår i släktet Protothyrium och familjen Parmulariaceae.   Inga underarter finns listade i Catalogue of Life.